# Raia-pelágica
A raia-pelágica (Pteroplatytrygon violacea) é uma espécie de raia da família Dasyatidae, sendo o único membro de seu gênero. Caracteriza-se pelo formato de cunha de seu disco de nadadeiras peitorais, muito mais largo que longo, dentes pontiagudos em ambos os sexos, cauda em forma de chicote com espinha caudal extremamente longa e coloração uniforme violeta a azul-esverdeada. Geralmente atinge 59 cm de largura. A raia-pelágica tem distribuição mundial em águas mais quentes que 19 °C, migrando sazonalmente para passar o verão mais perto da plataforma continental e em latitudes mais altas. Única raia que habita quase exclusivamente a zona pelágica, é tipicamente encontrada em águas superficiais até 100 m de profundidade. Devido a seus hábitos pelágicos, seu estilo de nado evoluiu para incluir mais movimentos de batida das nadadeiras peitorais, em contraste com as ondulações da margem do disco usadas por raias bentônicas.
A dieta da raia-pelágica consiste em invertebrados e peixes ósseos de nado livre. É uma predadora ativa, usando suas nadadeiras peitorais para capturar e levar alimentos à boca, aproveitando oportunidades sazonais de alimentação, como a desova de lulas. Como outras raias, é ovovivípara, com os embriões inicialmente sustentados por vitelo e, posteriormente, por histotrofo ("leite uterino"). Com um curto período de gestação de 2 a 4 meses, as fêmeas podem produzir duas ninhadas de 4 a 13 filhotes por ano. O nascimento ocorre geralmente em águas quentes próximas à Linha do Equador, exceto no Mediterrâneo, com variações regionais no período. Raramente encontrada, exceto por trabalhadores de pesca, a raia-pelágica pode causar ferimentos graves, até fatais, com sua espinha caudal. É capturada como fauna acompanhante em toda sua distribuição, sendo de baixo valor econômico e geralmente descartada, muitas vezes com alta mortalidade. Contudo, há evidências de aumento populacional, possivelmente devido à pesca intensa de seus predadores e competidores naturais, como tubarões. Sua distribuição global e alta prolificidade levaram a União Internacional para a Conservação da Natureza (IUCN) a classificá-la como espécie pouco preocupante.

## Taxonomia e filogenia
A raia-pelágica foi descrita pelo naturalista francês Charles Lucien Bonaparte em 1832, no terceiro volume de Iconografia della fauna italica per le quattro classi degli animali vertebrati. Ele a nomeou Trygon violacea, do latim viola ("roxo"), designando dois espécimes coletados na Itália como síntipos. O gênero Trygon foi posteriormente sinonimizado com Dasyatis. Em 1910, o zoólogo americano Henry Weed Fowler [en] colocou a raia-pelágica no subgênero recém-criado Pteroplatytrygon, do grego pteron ("nadadeira"), platus ("largo") e trygon ("raia"). Autores posteriores elevaram Pteroplatytrygon ao status de gênero, embora alguns taxonomistas questionem se a espécie é distinta o suficiente para justificar a separação de Dasyatis.
|  | Pteroplatytrygon violacea                                                                         |
|  |                                                                                                   |
|  | \| \| Pastinachus sephen \| \| \| \| \| \| Dasyatis + Himantura [en] do Indo-Pacífico \| \| \| \| |
|  |                                                                                                   |
|  | Pastinachus sephen                                                                                |
|  |                                                                                                   |
|  | Dasyatis + Himantura [en] do Indo-Pacífico                                                        |
|  |                                                                                                   |

|  | Pastinachus sephen                         |
|  |                                            |
|  | Dasyatis + Himantura [en] do Indo-Pacífico |
|  |                                            |

|  | Pteroplatytrygon violacea                                                                         |
|  |                                                                                                   |
|  | \| \| Pastinachus sephen \| \| \| \| \| \| Dasyatis + Himantura [en] do Indo-Pacífico \| \| \| \| |
|  |                                                                                                   |
|  | Pastinachus sephen                                                                                |
|  |                                                                                                   |
|  | Dasyatis + Himantura [en] do Indo-Pacífico                                                        |
|  |                                                                                                   |

|  | Pastinachus sephen                         |
|  |                                            |
|  | Dasyatis + Himantura [en] do Indo-Pacífico |
|  |                                            |

|  | Pteroplatytrygon violacea                                                                         |
|  |                                                                                                   |
|  | \| \| Pastinachus sephen \| \| \| \| \| \| Dasyatis + Himantura [en] do Indo-Pacífico \| \| \| \| |
|  |                                                                                                   |
|  | Pastinachus sephen                                                                                |
|  |                                                                                                   |
|  | Dasyatis + Himantura [en] do Indo-Pacífico                                                        |
|  |                                                                                                   |

|  | Pastinachus sephen                         |
|  |                                            |
|  | Dasyatis + Himantura [en] do Indo-Pacífico |
|  |                                            |

|  | Pteroplatytrygon violacea                                                                         |
|  |                                                                                                   |
|  | \| \| Pastinachus sephen \| \| \| \| \| \| Dasyatis + Himantura [en] do Indo-Pacífico \| \| \| \| |
|  |                                                                                                   |
|  | Pastinachus sephen                                                                                |
|  |                                                                                                   |
|  | Dasyatis + Himantura [en] do Indo-Pacífico                                                        |
|  |                                                                                                   |

|  | Pastinachus sephen                         |
|  |                                            |
|  | Dasyatis + Himantura [en] do Indo-Pacífico |
|  |                                            |

|  | Pteroplatytrygon violacea                                                                         |
|  |                                                                                                   |
|  | \| \| Pastinachus sephen \| \| \| \| \| \| Dasyatis + Himantura [en] do Indo-Pacífico \| \| \| \| |
|  |                                                                                                   |
|  | Pastinachus sephen                                                                                |
|  |                                                                                                   |
|  | Dasyatis + Himantura [en] do Indo-Pacífico                                                        |
|  |                                                                                                   |

|  | Pastinachus sephen                         |
|  |                                            |
|  | Dasyatis + Himantura [en] do Indo-Pacífico |
|  |                                            |

|  | Pteroplatytrygon violacea                                                                         |
|  |                                                                                                   |
|  | \| \| Pastinachus sephen \| \| \| \| \| \| Dasyatis + Himantura [en] do Indo-Pacífico \| \| \| \| |
|  |                                                                                                   |
|  | Pastinachus sephen                                                                                |
|  |                                                                                                   |
|  | Dasyatis + Himantura [en] do Indo-Pacífico                                                        |
|  |                                                                                                   |

|  | Pastinachus sephen                         |
|  |                                            |
|  | Dasyatis + Himantura [en] do Indo-Pacífico |
|  |                                            |

|  | Pteroplatytrygon violacea                                                                         |
|  |                                                                                                   |
|  | \| \| Pastinachus sephen \| \| \| \| \| \| Dasyatis + Himantura [en] do Indo-Pacífico \| \| \| \| |
|  |                                                                                                   |
|  | Pastinachus sephen                                                                                |
|  |                                                                                                   |
|  | Dasyatis + Himantura [en] do Indo-Pacífico                                                        |
|  |                                                                                                   |

|  | Pastinachus sephen                         |
|  |                                            |
|  | Dasyatis + Himantura [en] do Indo-Pacífico |
|  |                                            |

|  | Pteroplatytrygon violacea                                                                         |
|  |                                                                                                   |
|  | \| \| Pastinachus sephen \| \| \| \| \| \| Dasyatis + Himantura [en] do Indo-Pacífico \| \| \| \| |
|  |                                                                                                   |
|  | Pastinachus sephen                                                                                |
|  |                                                                                                   |
|  | Dasyatis + Himantura [en] do Indo-Pacífico                                                        |
|  |                                                                                                   |

|  | Pastinachus sephen                         |
|  |                                            |
|  | Dasyatis + Himantura [en] do Indo-Pacífico |
|  |                                            |

A análise filogenética de Lisa Rosenberger em 2001, baseada em morfologia, revelou que a raia-pelágica é um dos membros mais basais de sua família, sendo o grupo irmão de um clado que contém Pastinachus [en], Dasyatis e espécies de Himantura [en] do Indo-Pacífico. Outros nomes comuns incluem raia-azul e raia-violeta.

## Distribuição e habitat
A raia-pelágica tem uma distribuição quase mundial em águas tropicais a temperadas quentes da zona pelágica, entre as latitudes de 52°N e 50°S. No Atlântico ocidental, foi registrada dos Grandes Bancos d Terra Nova à Carolina do Norte, norte do Golfo do México, Pequenas Antilhas, Brasil e Uruguai. No Atlântico oriental, ocorre do Mar do Norte a Madeira, incluindo o Mediterrâneo, além de Cabo Verde, Golfo da Guiné e África do Sul. No Pacífico, é conhecida do Japão à Austrália e Nova Zelândia no oeste, da Colúmbia Britânica ao Chile no leste, e em ilhas oceânicas como Havaí, Galápagos e Ilha de Páscoa. Não há registros em grande parte do Oceano Índico, mas é comum no sudoeste e ao redor da Indonésia.

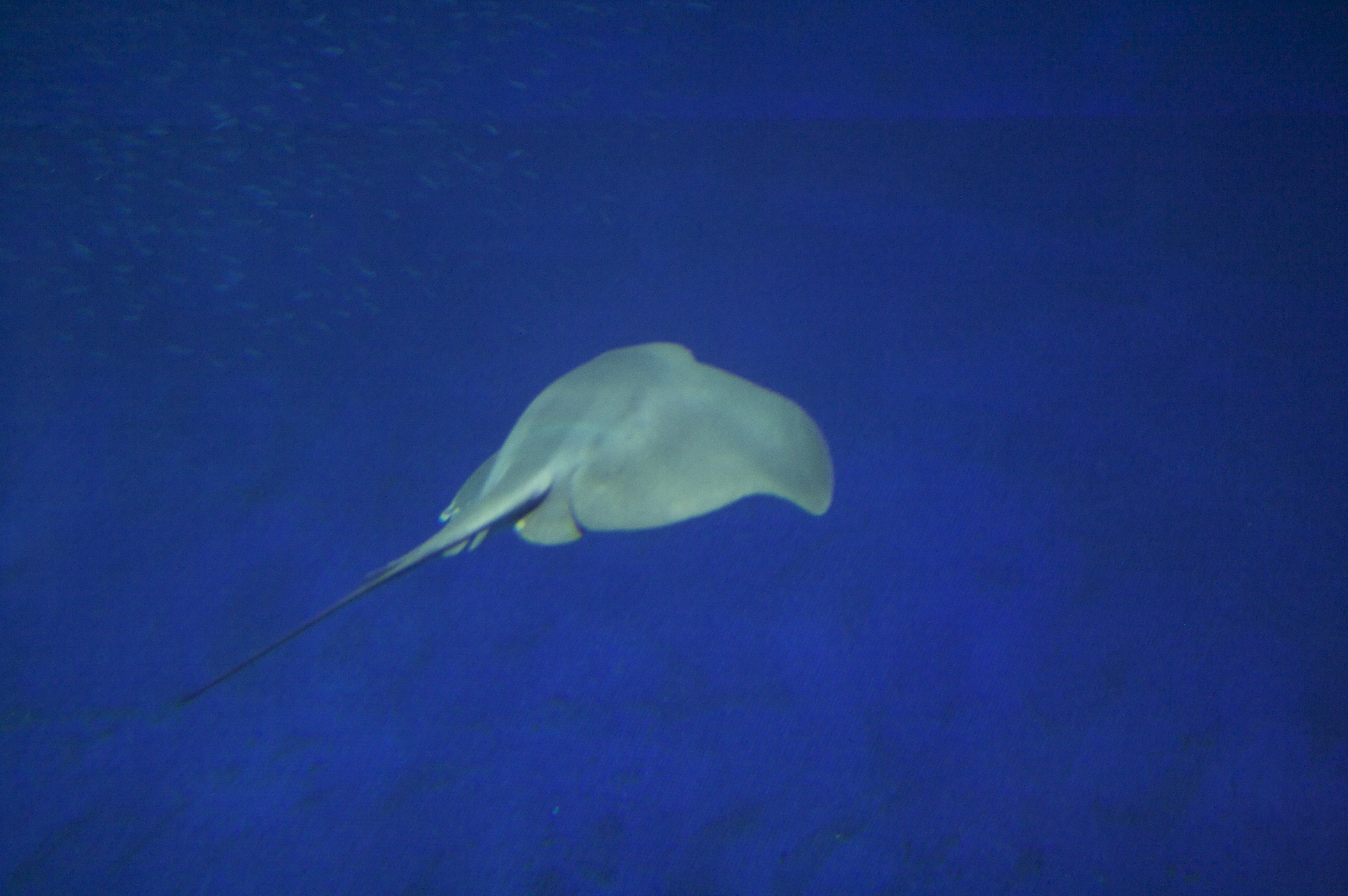
A raia-pelágica é a única raia encontrada quase exclusivamente em águas abertas.

Única entre as raias por habitar a zona pelágica em vez do fundo do mar, é geralmente encontrada da superfície até 100 m de profundidade em águas profundas. Também foi capturada a 330–381 m sobre a Cadeia Kyushu-Palau, indicando que ocasionalmente se aproxima do fundo. Prefere temperaturas acima de 19 °C e morre se a temperatura cair para 15 °C.
Realiza migrações sazonais seguindo massas de água quente. No Atlântico noroeste, está na ou perto da Corrente do Golfo de dezembro a abril, movendo-se ao norte da corrente para a plataforma continental de julho a setembro. Uma migração semelhante parece ocorrer no Mediterrâneo, embora os detalhes sejam desconhecidos. No Pacífico, passa o inverno em águas oceânicas próximas à Linha do Equador, migrando para latitudes mais altas e costas na primavera. Duas populações do Pacífico são conhecidas: uma migra da América Central à Califórnia, e outra do Pacífico central até o Japão e Colúmbia Britânica. No sudeste do Brasil, é deslocada para a costa por ressurgências de água fria no final da primavera e verão, podendo chegar a águas costeiras com menos de 45 m de profundidade.

## Descrição

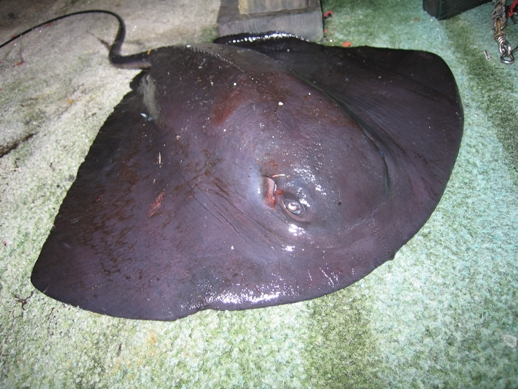
A raia-pelágica caracteriza-se por um disco em forma de cunha muito mais largo que longo, olhos não protuberantes e coloração roxa escura.

A raia-pelágica possui um disco de nadadeiras peitorais espesso, em forma de cunha, um terço mais largo que longo, com margens anteriores amplamente curvadas, cantos externos angulares e margens posteriores quase retas. O focinho é curto com ponta arredondada. Os olhos são minúsculos e, ao contrário de outras raias, não se projetam acima do corpo; as espiráculos (aberturas respiratórias pareadas) estão logo atrás. Há uma cortina de pele curta, mas larga, entre as narinas, com margem posterior levemente franjada. A boca é pequena e suavemente arqueada, com sulcos profundos nos cantos e uma pequena projeção no centro da mandíbula superior que se encaixa em uma indentação na mandíbula inferior. Há de 0 a 15 papilas bifurcadas em uma fileira no assoalho da boca. Existem 25–34 fileiras de dentes superiores e 25–31 inferiores; os dentes de ambos os sexos têm cúspides pontiagudas únicas, sendo os dos machos adultos mais longos e afiados que os das fêmeas adultas. As margens das nadadeiras pélvicas são quase retas na frente, tornando-se arredondadas nas pontas e atrás.
A cauda em forma de chicote mede até o dobro do comprimento do disco; é espessa na base e afina significativamente até a espinha serrilhada extremamente longa, posicionada entre um terço e a metade de seu comprimento. Duas espinhas podem estar presentes se uma substituta crescer antes da original cair. Posterior à origem da espinha, há uma dobra ventral baixa que não alcança a ponta da espinha. Raias jovens têm a pele completamente lisa; com a idade, pequenas cerdas aparecem no centro das costas, junto com uma fileira de pequenos espinhos ao longo da linha média, dos olhos à origem da espinha. É de um roxo escuro a azul-esverdeado uniforme na parte superior, estendendo-se à dobra da cauda, e um tom ligeiramente mais claro na parte inferior. Quando capturada e manipulada, exsuda um muco preto espesso que cobre seu corpo. Geralmente cresce até 1,3 m de comprimento e 59 cm de largura. Os maiores indivíduos registrados vieram de um experimento de criação em cativeiro de 1995 a 2000, no qual um macho atingiu 68 cm de largura e 12 kg, e uma fêmea, 94 cm de largura e 49 kg.

## Biologia e ecologia

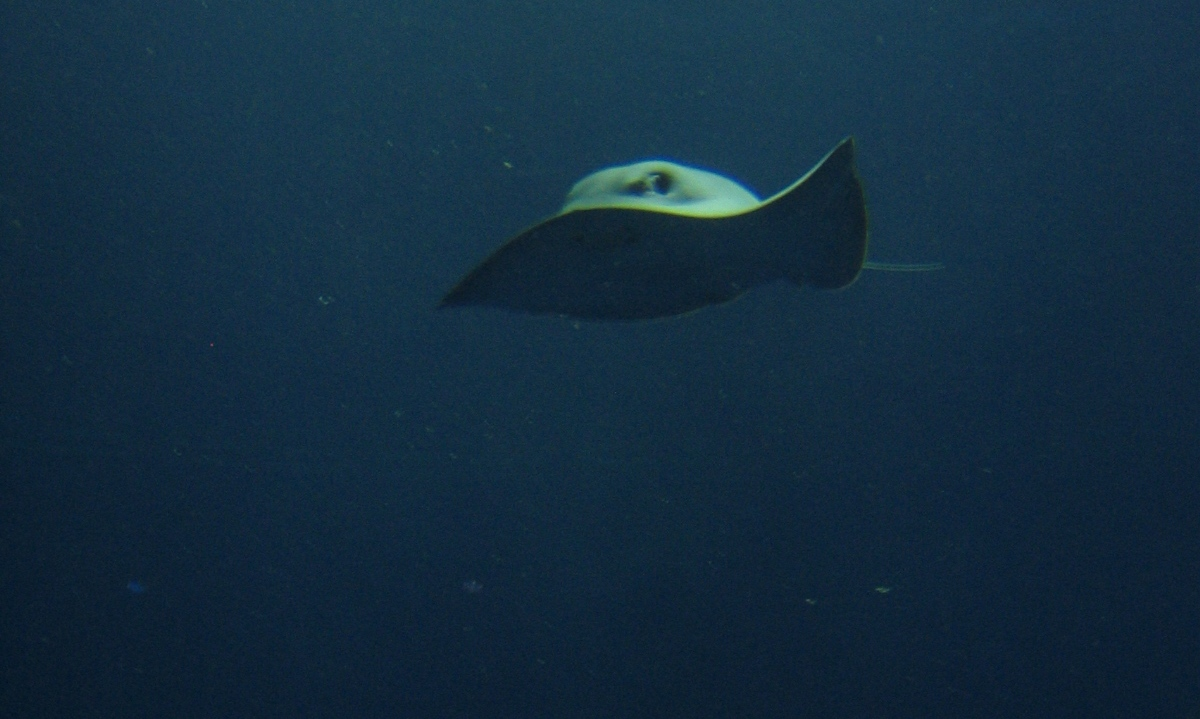
Como adaptação à vida em mar aberto, a raia-pelágica nada mais por batidas que por ondulações do disco.

Ao adotar um estilo de vida pelágico, a raia-pelágica exibe características distintas de suas parentes bentônicas. Enquanto a maioria das raias se propulsiona por ondulações das margens do disco, esta espécie nada por oscilações (batidas) de suas nadadeiras peitorais, semelhante ao "voo subaquático" usado por raias da família Myliobatidae. Movimentos oscilatórios geram sustentação, melhorando a eficiência de cruzeiro em águas abertas, mas reduzindo a manobrabilidade. É hábil em nadar para trás, o que pode compensar o menor controle fino de seu modo de nado.
A visão parece ser mais importante para a raia-pelágica na busca por alimento do que em outras raias. Comparada a outros membros de sua família, possui menos de um terço da densidade de ampolas de Lorenzini na parte inferior. As ampolas cobrem uma área menor, embora não tão pequena quanto em raias da família Myliobatidae, e são mais uniformemente distribuídas entre as superfícies ventral e dorsal. Pode detectar um campo elétrico de menos de 1 nV/cm a até 30 cm, possivelmente captando campos elétricos minúsculos produzidos pela água do mar em movimento. A linha lateral, um sistema complexo de mecanorreceptores que detecta movimentos próximos e correntes oceânicas, permanece semelhante a outras raias, cobrindo uma área maior na superfície ventral que na dorsal. Contudo, é menos responsiva a estímulos mecânicos que visuais.
As raias-pelágicas podem se segregar por sexo, verticalmente, com machos em águas mais profundas que fêmeas, e possivelmente horizontalmente. Indivíduos em cativeiro frequentemente agem agressivamente contra o peixe-lua (Mola mola), mordendo e perseguindo, especialmente se famintos. É predada por tubarão-galha-branca-oceânico (Carcharhinus longimanus), tubarão-branco (Carcharodon carcharias), odontocetos e outros grandes carnívoros oceânicos. Sua coloração escura provavelmente serve para camuflagem em seu habitat sem características distintas. O veneno em sua espinha caudal é bastante potente, fazendo com que seja evitada por outros peixes. Parasitas conhecidos incluem as tênias Acanthobothrium benedeni, A. crassicolle, A. filicolle, Rhinebothrium baeri e R. palombii, e Tetragonocephalum uarnak, e o verme da classe Monogenea Entobdella diadema.

### Alimentação

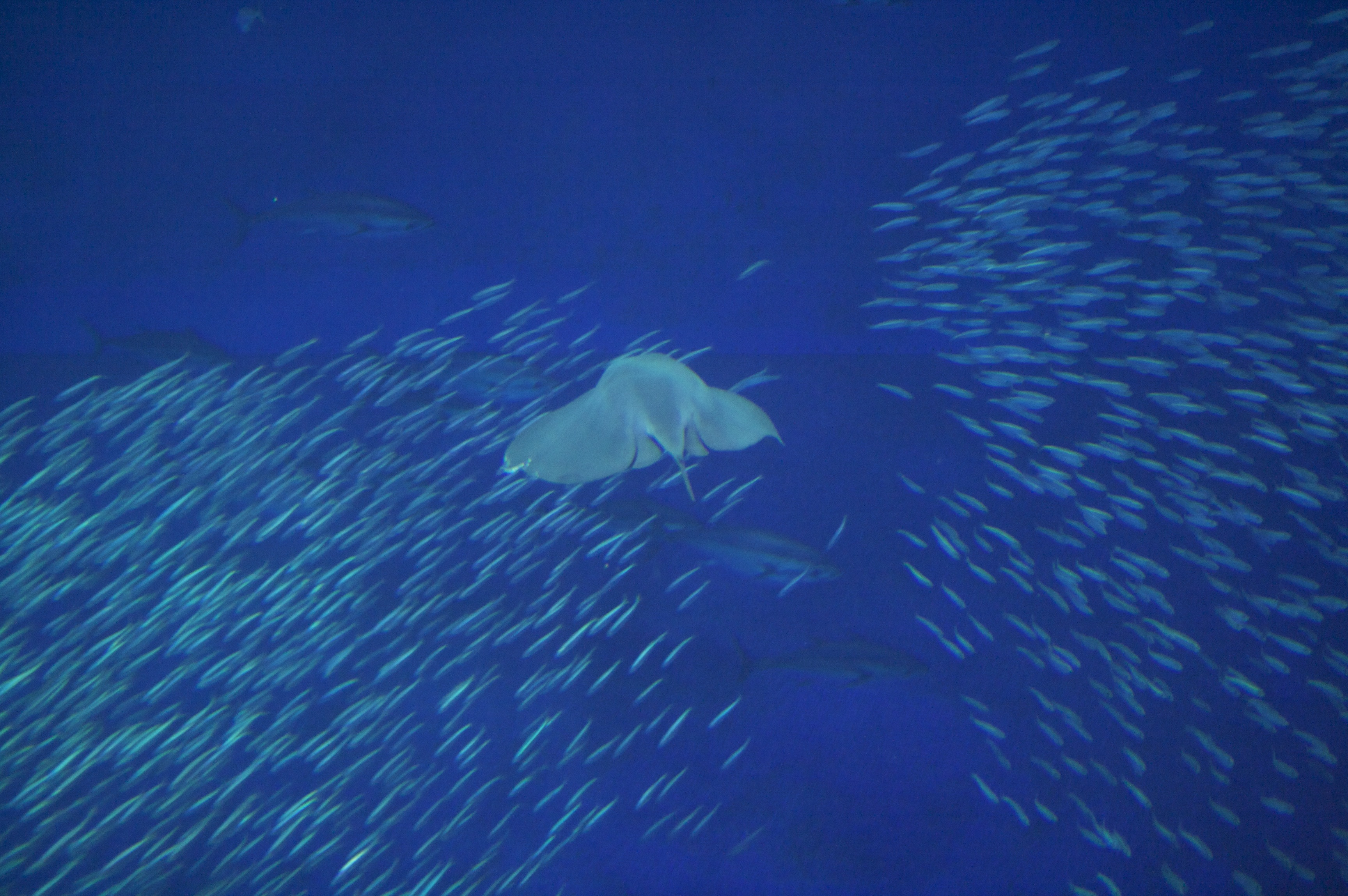
Peixes pequenos são um dos tipos de presas perseguidos pela raia-pelágica.

A raia-pelágica é uma predadora ativa que captura presas envolvendo-as com suas nadadeiras peitorais, manipulando-as até a boca. É a única raia em que ambos os sexos têm dentes pontiagudos, para agarrar e cortar presas escorregadias. Sua dieta inclui uma ampla variedade de organismos: crustáceos como anfípodes, krill e larvas de caranguejo, moluscos como lulas, polvo e pterópodes, peixes ósseos como arenques, cavalinhas, cavalos-marinhos e monacantídeos, ctenóforos e águas-vivas, e poliquetas. Na Califórnia, caça grandes agregações de lulas em reprodução de novembro a abril. No Brasil, segue grupos de Trichiurus lepturus em direção à costa em janeiro e fevereiro, ambos predando pequenos peixes em cardume. Raias juvenis consomem 6–7% de seu peso corporal em alimento por dia, reduzindo para pouco mais de 1% em adultos.

### Ciclo de vida
Como outras raias, a raia-pelágica é ovovivípara: os embriões em desenvolvimento são inicialmente nutridos por vitelo, que é substituído por histotrofo ("leite uterino", contendo proteínas, lipídios e muco); a mãe entrega o histotrofo por extensões filiformes do epitélio uterino chamadas "trofonemas", que se conectam aos espiráculos aumentados do embrião. As fêmeas têm apenas um ovário e útero funcionais, à esquerda, e podem produzir duas ninhadas por ano. O acasalamento ocorre de março a junho no Atlântico noroeste e no final da primavera no Atlântico sudoeste. As fêmeas podem armazenar esperma internamente por mais de um ano, permitindo esperar condições ambientais favoráveis para a gestação. Inicialmente, um lote de ovos fertilizados no útero está contido em uma cápsula membranosa afilada nas extremidades. Logo após, a cápsula se rompe, liberando os ovos, e é expelida do útero. O período de gestação pode ser o mais curto entre tubarões e raias, durando apenas 2–4 meses, durante os quais os embriões aumentam cem vezes em massa.
No Pacífico, as fêmeas dão à luz no inverno, de novembro a março, em uma área de berçário perto da América Central, antes da migração para o norte. No Atlântico noroeste, o nascimento parece ocorrer no inverno em águas quentes do sul, possivelmente nas Índias Ocidentais. Há registros de duas fêmeas possivelmente anômalas grávidas mais cedo, que dariam à luz em agosto ou setembro, antes da migração para o sul. No Atlântico sudoeste, o nascimento ocorre no verão, por volta de janeiro, em águas quentes próximas à Linha do Equador. No Mediterrâneo, diferentemente, as fêmeas dão à luz no verão antes de migrar para águas mais quentes. O tamanho da ninhada varia de 4 a 13 (média de 6) e não aumenta com o tamanho da fêmea. Recém-nascidos medem 15–25 cm de largura. Em cativeiro, com alimento abundante, crescem a uma taxa anual média de 8,1 cm (largura do disco), enquanto na natureza a taxa é de apenas 1,6 cm. A ingestão de alimento e a taxa de crescimento dos adultos são mais altas em janeiro–fevereiro e julho–agosto, e mais baixas em março–abril e outubro–novembro. Machos atingem a maturidade sexual com 37–50 cm de largura e dois anos de idade, e fêmeas com 39–50 cm e três anos. Pode viver até 10–12 anos. É uma das raias mais prolíficas, com uma taxa de crescimento populacional intrínseca de até 31% ao ano.

## Interações humanas

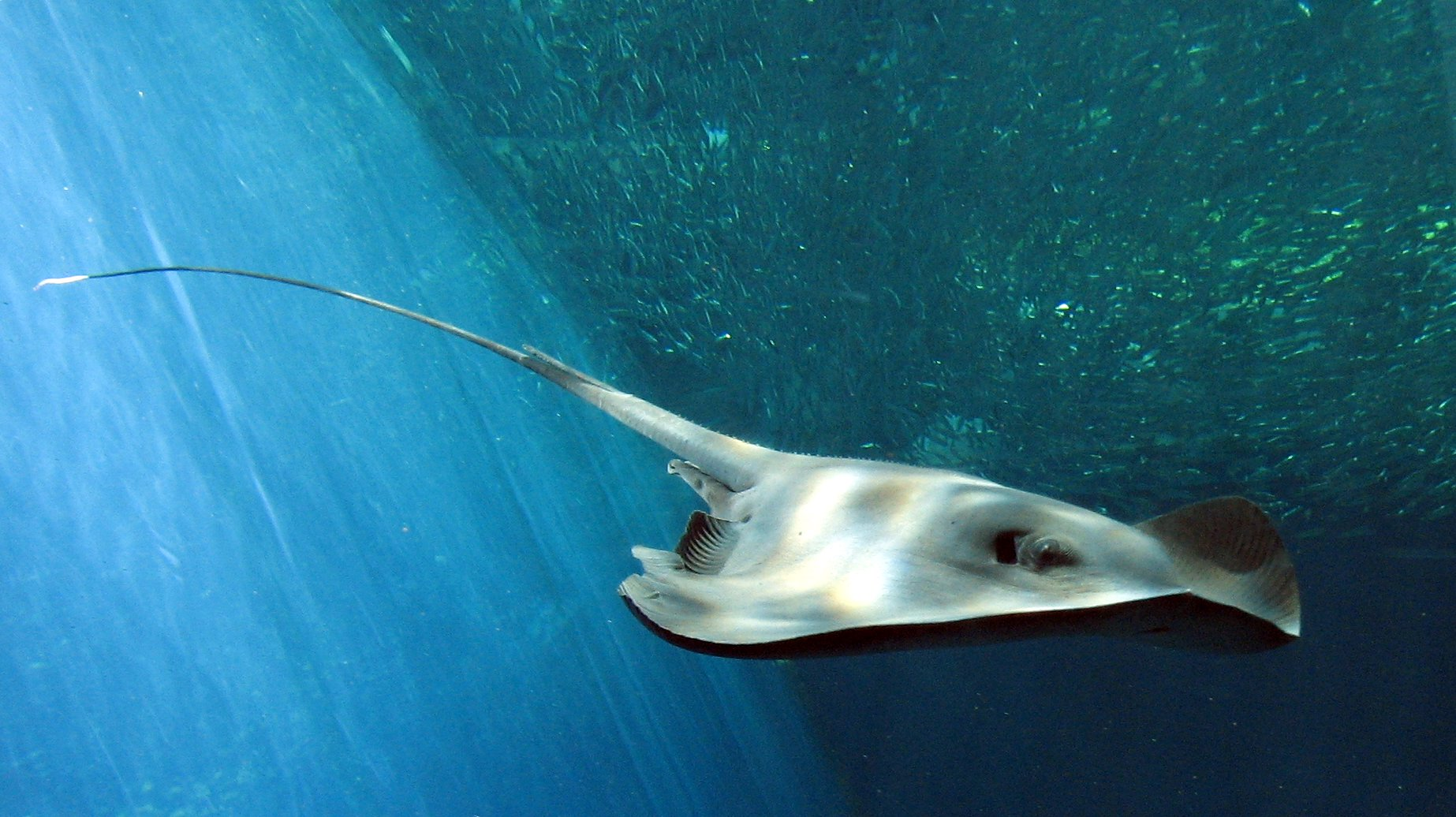
Uma raia-pelágica no Aquamarine Fukushima, Japão; esta espécie adapta-se bem ao cativeiro.

A raia-pelágica não é agressiva e é raramente encontrada devido a suas preferências de habitat, mas sua espinha caudal longa exige extrema cautela ao manuseá-la. Foi responsável por duas mortes conhecidas: um pescador de atum perfurado por uma raia capturada e outro que sucumbiu ao tétano dias após ser ferido. É mantida em aquários públicos há quase um século.
Capturada como fauna acompanhante em linhas longas para atuns e tubarões pelágicos, é geralmente descartada devido ao baixo valor comercial. Raias capturadas em linhas longas sofrem alta mortalidade, pois os pescadores, temendo ataques, removem-nas dos anzóis batendo-as contra o barco, causando danos graves à boca e mandíbulas. A extensão dessa captura acessória ainda não foi quantificada. Levantamentos no Pacífico sugerem que os números de raias-pelágicas aumentaram desde os anos 1950, possivelmente devido à pesca comercial que reduz predadores dominantes no ecossistema, como tubarões e atum. A ausência de declínios populacionais, aliada à ampla distribuição e alta taxa reprodutiva, levou a União Internacional para a Conservação da Natureza (IUCN) a listar a espécie como pouco preocupante. Em junho de 2018, o Departamento de Conservação da Nova Zelândia classificou a raia-pelágica como "Não Ameaçada" com o qualificador "Segura no Exterior" sob o Sistema de Classificação de Ameaças da Nova Zelândia.
Pesquisas recentes investigaram a redução da captura acessória de raias-pelágicas em linhas longas, usando anzóis maiores e/ou em forma de C.